# Natalija Macak
Natalija Ołeksandriwna Macak, ukr. Наталія Олександрівна Мацак (ur. 17 marca 1982 w Kijowie) – ukraińska tancerka baletowa, primabalerina Opery Kijowskiej.

## Życiorys
Rozpoczęła naukę tańca w wieku 4 lat. W latach 1992–2000 studiowała w Państwowej Szkole Choreografii w Kijowie. Po ukończeniu studiów została – w wieku 17 lat – zatrudniona jako tancerka baletowa w Operze Narodowej Ukrainy im. Szewczenki. Tańczyła w takich baletach jak: Don Kichot, Jezioro łabędzie, Rajmonda, Carmen Suite, Bajadera, Korsarz, Dziadek do orzechów i Spartakus. Od 2001 jest czołową solistką teatru. Koncertowała we Francji, Włoszech, Grecji, Hiszpanii, Wielkiej Brytanii, Szwajcarii, Stanach Zjednoczonych, Chinach, Korei Południowej, Indiach, Niemczech, Meksyku, Japonii, Finlandii, Rosji, Portugalii i innych. 

## Repertuar
- Śpiąca królewna  – księżniczka Aurora[5]
- Jezioro łabędzie – Odette, Odile
- Bajadera – Nikiya (produkcje M. Petipy i N. Makarowej)
- Dziadek do orzechów – Marie (Masza)
- Sylfida – Sylfida
- Giselle – Giselle
- Rajmonda – Rajmonda
- Don Kichot – Kitri (w inscenizacji M. Petipy i B. Ejfmana)
- Korsarz – Médora
- Spartakus – Egina
- Szeherezada – Zobeida
- Carmen Suite – Carmen
- Walc Wiedeński – Karla[6]

## Inne role
- Legenda o miłości – Królowa Mehmene Banu
- Laurencia – Laurencia (produkcja V. Chabukiani, reżyseria Michaił Messerer)
- Czerwona Giselle (duet) B. Eifman
- Grand Pas Classic (Auber)
- Wczoraj. Dziś. Jutro (choreografia: Raimondo Rebeck)[6]

## Nagrody
- 2004: Laureatka V Międzynarodowego Konkursu Baletowego im. Serge Lifara w Kijowie (II miejsce)
- 2005: Laureatka X Międzynarodowego Konkursu Baletowego w Moskwie (III miejsce)
- 2006: Laureatka VI Międzynarodowego Konkursu Tancerzy Baletowych i Choreografów im. Serge Lifara (I miejsce)
- 2008: Laureatka nagrody Zasłużonego Artysty Ukrainy[7]
- 2020: Laureatka nagrody Ludowego Artysty Ukrainy[8]